# ابو دهیبا
ابو دهیبا در عربستان سعودی است که در استان مدینه واقع شده‌است.